# 원소 분석

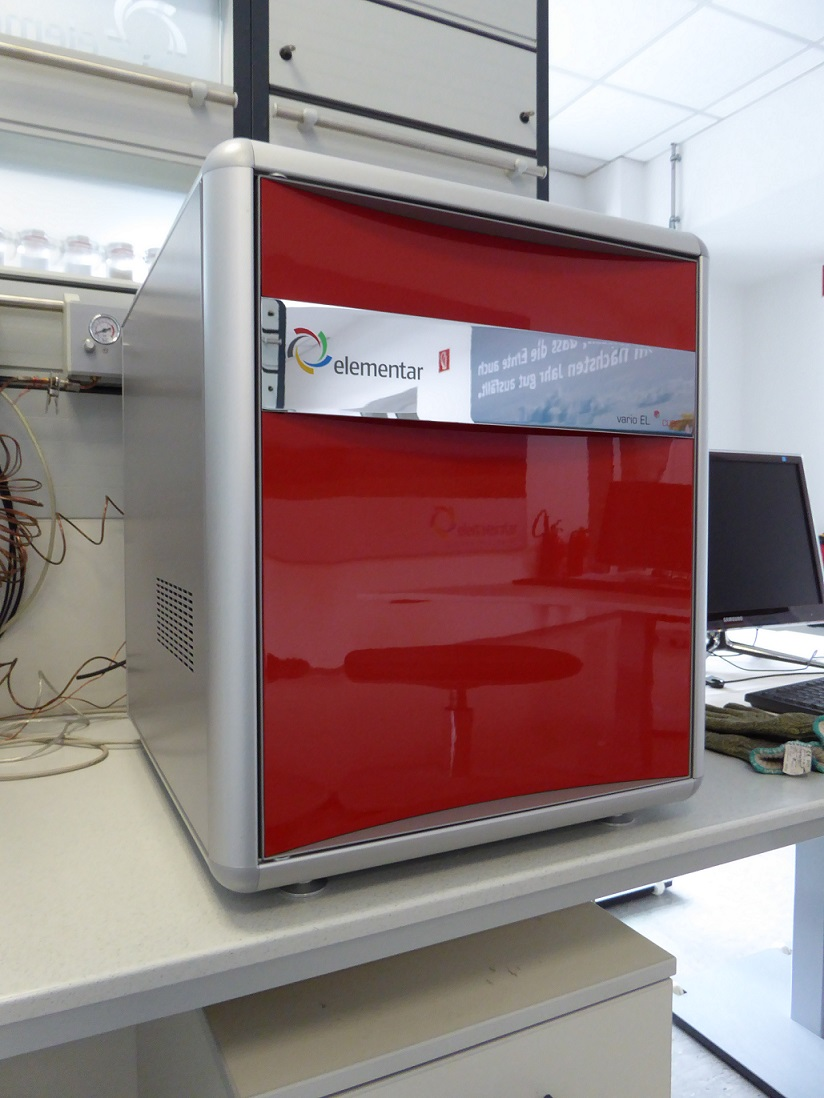
현대 동시 CHNS 연소 분석기

원소 분석(Elemental analysis)은 토양, 폐기물, 음용수, 체액, 광물, 화합물 등 물질의 표본을 원소와 동위 원소 구성으로 분석하는 과정으로, 어느 원소가 있는지 또는 원소가 얼마나 있는지를 측정해 질적 및 양적인 측정이 가능하다. 원소 분석은 분석화학의 범주에 속한다.

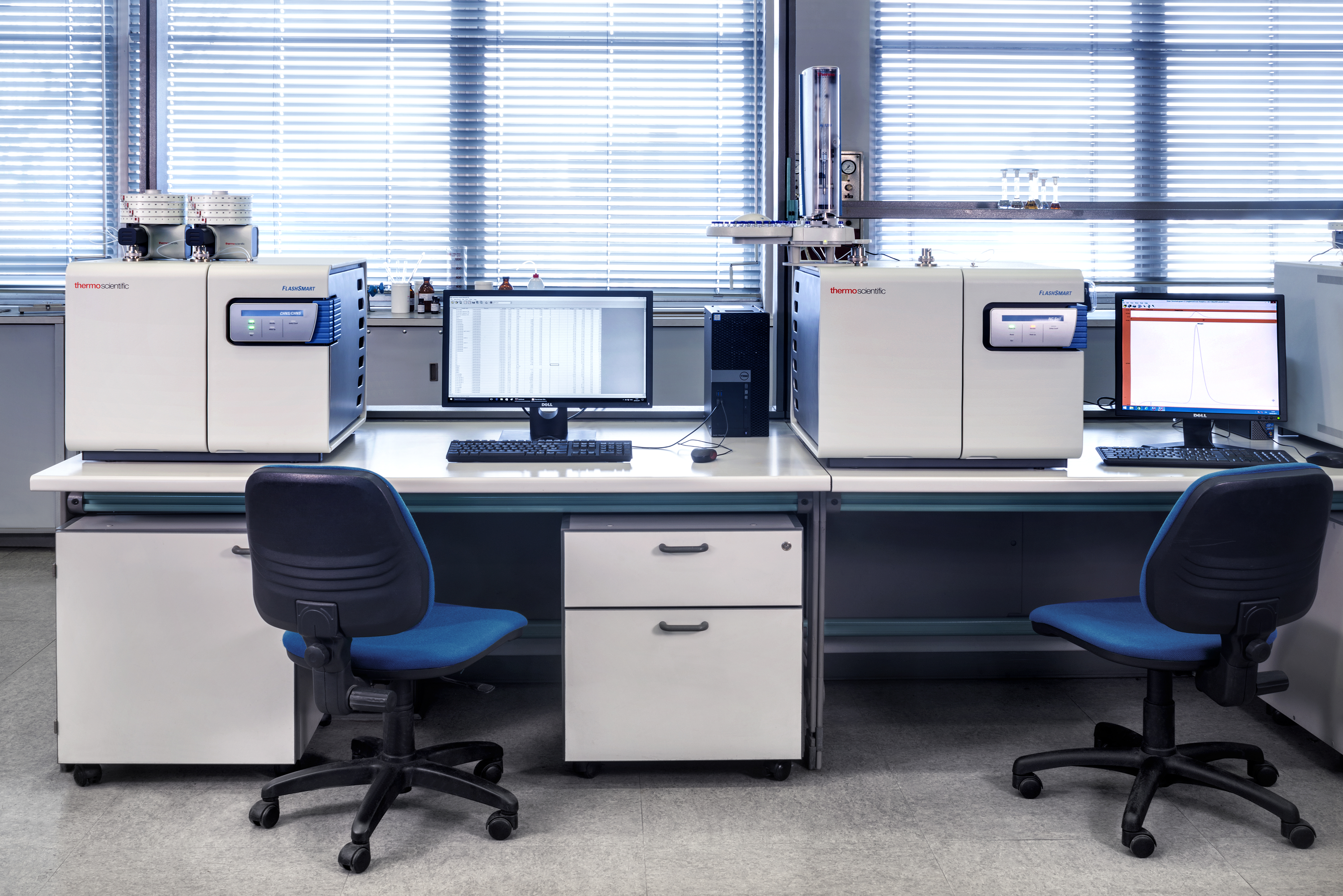
원소 분석 실험실

## 역사
통상 앙투안 라부아지에를 최초의 양적 원소 분석법을 발명한 사람으로 여긴다. 당시 원소 분석은 연소 기체의 선택적 흡착을 통한 중량 측정을 기반으로 하였으며, 현재는 연소 기체의 열전도율과 적외선 분광법을 기반으로 한 자동화 방법을 사용하고 있다.

## CHNX 분석
유기화학에서는 원소 분석을 칭할 때 거의 항상 탄소(C), 수소(H), 질소(N), 헤테로원자(X, 할로젠과 황)의 질량백분율을 결정하는 CHNX 분석을 뜻한다. CHNX 질량백분율은 미지의 화합물의 구조를 결정하거나 합성된 화합물의 구조 및 순도를 확인할 때 중요하다. 현대 유기화학의 분광 기술(NMR, 1H 및 13C)과 질량 분석, 크로마토그래피가 구조 확인에서 원소 분석법을 대체하였으나, 아직도 원소 분석법으로 상호 보완적인 정보를 얻어낼 수 있다. 원소 분석법은 순도 확인 면에서 아직까지 제일 빠르고 싼 방법으로 남아 있다.

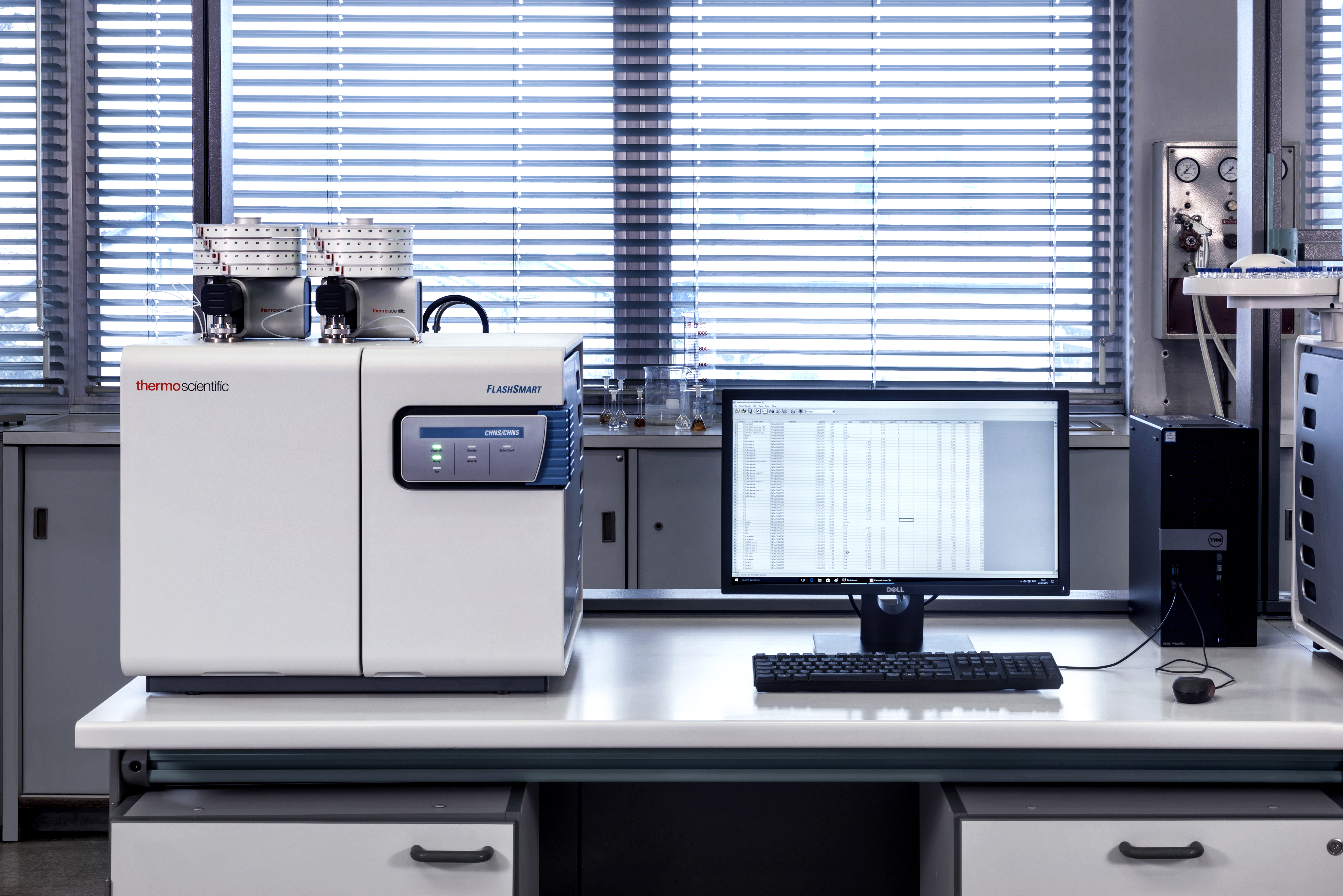
원소 분석 시스템

황을 포함한 CHNS 분석은 가장 흔하며, 연소 분석을 통해 진행한다. 현대의 원소 분석기에서는 황을 CHN과 동시에 측정할 수 있다.

## 양적 분석
양적 분석은 물질에서 각 원소의 구성 질량비를 알아내는 것으로, 방법으로는 중량 분석, 광학 원자 분광학, 중성자 활성화 분석이 있다.
중량 분석은 표본을 용해시킨 후 분석을 원하는 원소를 침전시켜 질량을 측정하거나, 기화시켜 질량 손실을 측정하는 방법이다.
광학 원자 분광학에는 원자 흡수 분광학, 흑연로 원자 흡수, 유도 결합 플라스마 원자 방출 분광법이 있으며, 모두 원자 바깥의 전자 구조를 알아내는 방법이다.
중성자 활성화 분석은 중성자 포획을 통해 표본 망에서 방사를 일으키는 방법으로, 포획 결과 활성화 상태에 놓인 표본의 원자핵이 붕괴해 동위원소별로 정해진 특정한 에너지를 가진 감마선을 방출한다. 각 피분석물의 농도는 미리 조사한 표준값과 비교함으로서 알 수 있다.

## 질적 분석
표본에 어떠한 원소가 존재하는지 알아내는 방법은 유도 결합 플라스마 원자 방출 분광법처럼 질량을 알아낼 수 있는 원자 분광학적 방법을 사용하는 것으로, 안쪽 전자의 구조를 알아내는 엑스선 형광, 입자선 여기 엑스선 분광, 엑스선 광전자 분광, 오제 전자 분광, 화학적인 나트륨 융합 테스트, 쇠니거 산화를 사용하기도 한다.

## 결과 분석
결과 분석은 표본에 포함된 원소 비율을 결정하고, 결과에 부합하는 화학식을 찾는 과정으로 진행된다. 이 과정을 통해 표본이 올바른 화합물인지를 확인하고, 화합물의 순도를 검증할 수 있다. 보통 원소 분석 결과에서 인정하는 편차는 0.3%이다.